# Parada de Las Batallas
Las Batallas es una parada de la Línea 1 del Tranvía de Jaén situada en el centro de la ciudad, junto a la Delegación del Gobierno de España, la Delegación del Gobierno de la Junta de Andalucía, el Edificio de los Sindicatos y el Parque de la Concordia.

## Accesos
Las Batallas: Plaza de las Batallas, s/n

## Líneas y correspondencias
| << cabecera          | < parada             | Línea | parada >     | cabecera >>   |
| -------------------- | -------------------- | ----- | ------------ | ------------- |
| Paseo de la Estación | Paseo de la Estación |       | Los Perfumes | Vaciacostales |